# 茹基夫齊 (奧布希夫區)
50°4′43″N 30°46′17″E / 50.07861°N 30.77139°E
茹基夫齊（烏克蘭語：Жуківці）是位於烏克蘭北部的村莊，由基辅州奧布希夫區的烏克蘭卡市鎮負責管轄。該村始建於1618年，面積21.5平方公里，海拔高度120米，2001年該城鎮人口848。